# Бубновий валет (творче об'єднання)
«Бубновий валет» — спочатку таку назву отримала виставка художників (грудень 1910 — січень 1911), що згодом увійшли до однойменного творчого об'єднання, з 1911 — спілка художників «Бубновий валет». Спершу об'єднання включало переважно московських живописців — згодом в нього входили петербурзькі художники і представники інших міст, у виставках брали участь багато художників із Західної Європи (французи і німці).
Існувало до грудня 1917 року. У березні 1927 року в Третьяковській галереї відбулася ретроспективна виставка творів художників групи «Бубновий валет».

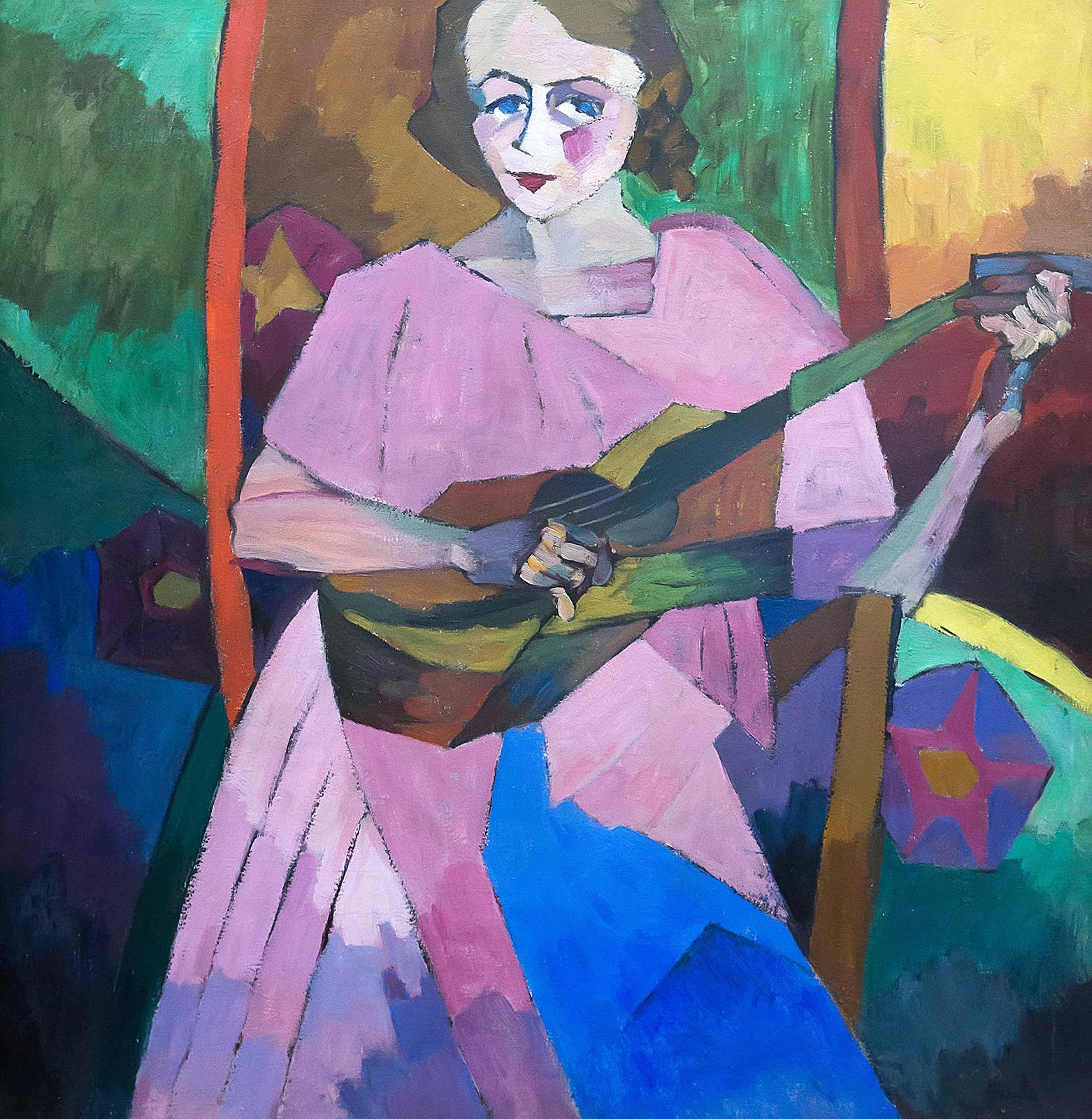
А. Аристарх Лентулов. Жінка з гітарою. 1913

Походженням своїм назва виставки і об'єднання зобов'язана двом асоціаціям, і побудована на недвозначній грі слів: до 1917 року «бубновими валетами» називали каторжників (у тому числі, з певного часу, чималою частиною — політичних) — їх тюремним вбранням була довга сіра посконна роба-балахон, на спину якої нашивали чорний ромб — що, як і завжди, повинно було робити володаря такого наряду «клеймованим» і примітним; другий, також «семіотичний» натяк, мав на увазі тлумачення, джерелом якого був старовинний французький жаргон, відповідно до якого валетовий (фр. valet — слуга, лакей) номінал у поєднанні з бубновою мастю (фр. Carreau — квадратики) вважався і звався — «шахраєм». Усе це і повинно було викликати у доброчесних обивателів певну реакцію: у кого — гумористичну, у інших — мимовільного здригання, у третіх — роздратування і святенницького обурення.

## Виникнення групи
Бере початок від однойменної виставки, організованої 1910 року. У виставках «Бубнового валета» брали участь, зокрема, наступні художники:
- Олександр Баришников
- Віктор Барт
- Володимир Бехтеев
- Сергій Бодуен-де-Куртине
- Варвара Бубнова[2][3]
- Володимир Бурлюк
- Давид Бурлюк
- Наталія Гончарова
- Василь Кандинський
- Петро Кончаловський
- Микола Кузнєцов
- Олександр Купрін
- Михайло Ларіонов
- Аристарх Лентулов
- Сергій Лобанов
- Казимир Малевич
- Олександр Матвєєв
- Ілля Машков
- Адольф Мільман
- Олександр Осмьоркін
- Олександр. Плигін
- Василь Рождественський
- Віктор Савинков
- Роберт Фальк
- Мойсей Фейгін
- Артур Фонвізін
- Леопольд Шюрцваге (Сюрваж)
- Олександра Екстер
- Олексій фон Явленський
- Олекса Грищенко

Виставку відвідало близько 200 чоловік. Одним з перших доброзичливих відгуків був відгук Максиміліана Волошина.

## Естетична платформа
Художники «Бубнового валета» заперечували традиції як академізму, так і реалізму XIX століття. Для їх творчості характерні малюнково-пластичні рішення у стилі Поля Сезанна (постімпресіонізму), фовізму і кубізму. Розкол «Бубнового валета» стався з принципових міркувань. Якщо більшість бубнововалетівців, серед яких були Р. Фальк, П. Кончаловський, О. Купрін орієнтувалися на новий французький живопис, то художники «Ослячого хвоста» (- назва художньої виставки 1912 року, а потім і об'єднання московських живописців, що виділилися з групи «Бубновий валет»: М. Ларіонова, Н. Гончаровой, К. Малевича, В. Барта, А. Шевченка та ін.) прагнули поєднати досягнення живопису європейської школи з традиціями російського народного, наївного мистецтва, селянського примітивного живопису, лубка, іконопису, мистецтва сходу.

## Подальша доля об'єднання
1912 року відкололися низка художників, що тяжіли до примітивізму, кубофутуризму і абстракціонізму (брати Володимир і Давид Бурлюки, Наталія Гончарова, Михайло Ларіонов, Казимир Малевич та ін.), що організували виставку під назвою Ослячий хвіст.
Об'єднання розпалося 1917 року, незабаром після того, як 1916 року «Бубновий валет» покинули Петро Кончаловський і Ілля Машков.
За ініціативою колишніх членів «Бубнового валета» 1925 року було утворено об'єднання «Московські живописці», надалі перетворене в «Спілку московських художників » (ОМХ).